# Ballyheige Bay
Ballyheige Bay är en vik i republiken Irland.   Den ligger i grevskapet Ciarraí och provinsen Munster, i den sydvästra delen av landet. Viken är en del av Tralee Bay.